# Centro Sportivo Maruinense
Il Centro Sportivo Maruinense, noto anche semplicemente come Maruinense, è una società calcistica brasiliana con sede nella città di Maruim, nello stato del Sergipe.

## Storia
Il club è stato fondato il 3 aprile 1917, come Socialista Sport Club, ma ha cambiato nome in Centro Sportivo Maruinense alla fine degli anni 60 per attirare più tifosi. Il Maruinense ha partecipato al Campeonato Brasileiro Série C nel 1994, dove è stato eliminato ai quarti di finale dall'Uberlândia, e nel 1995, dove è stato eliminato alla prima fase. Ha vinto il Campeonato Sergipano Série A2 nel 2003.

## Palmarès

### Competizioni statali
- Campeonato Sergipano Série A2: 1

2003